# Giro de Italia 1958
La 41.ª edición del Giro de Italia se disputó entre el 18 de mayo y el 8 de junio de 1958, con un recorrido de 20 etapas y 3341 km, que el vencedor completó a una velocidad media de 36,274 km/h. La carrera comenzó y terminó en Milán.
Tomaron la salida 120 participantes, de los cuales 77 terminaron la carrera.
Ercole Baldini, tercero el año anterior y ganador de cuatro etapas, fue el vencedor de esta edición del Giro de Italia. Le acompañaron en el podio el belga Jean Brankart, ganador de la clasificación de la montaña, y el luxemburgués Charly Gaul, ganador en 1956.
El español Miguel Poblet se adjudicó tres etapas (fue 2.º en otras tres) y Federico Martín Bahamontes y Salvador Botella, una cada uno. Botella también fue 2.º en otra etapa, además de lograr vestir la maglia rosa durante un día, convirtiéndose en el primer español en lograrlo. También estuvieron cerca de lograr triunfos parciales Vicente Iturat, que fue 2.º en la 9.ª etapa, y Jesús Loroño, que fue 3.º en la etapa que ganó Bahamontes. En la clasificación general, Poblet repitió el 6.º puesto del año anterior, Loroño finalizó 7.º, Botella fue 15.º y Bahamontes, 17.º. 

## Equipos participantes
| Equipo                            | Jefe de filas       |
| Chlorodont                        | Gastone Nencini     |
| Mercier-BP                        | Pierre Barbotin     |
| Legnano                           | Giorgio Albani      |
| Faema                             | Federico Bahamontes |
| Saint-Raphaël-R. Geminiani-Dunlop | Jean Claude Annaert |
| Asborno                           | Peppino Dante       |
| Atala                             | Giancarlo Astrua    |

| Equipo                 | Jefe de filas      |
| Bianchi                | Germano Barale     |
| Cali' Broni-Girardengo | Walter Almaviva    |
| Carpano                | Jan Adriansens     |
| Ignis                  | Renzo Accordi      |
| Ghigi                  | Giuseppe Carizzoni |
| San Pellegrino         | Carlo Azzini       |
| Torpado                | Lino Grassi        |

## Etapas
| Etapa | Recorrido                          | Km       | Ganador                    | Líder              |
| 1.ª   | Milán-Varese                       | 178      | Willy Vannitsen            | Willy Vannitsen    |
| 2.ª   | Varese-Comerío                     | 26 (CRI) | Ercole Baldini             | Ercole Baldini     |
| 3.ª   | Varese-Saint Vicent d'Aosta        | 187      | Salvador Botella           | Arnaldo Pambianco  |
| 4.ª   | Saint Vicent d'Aosta-Turín         | 132      | Federico Martín Bahamontes | Aldo Moser         |
| 5.ª   | Turín-Mondovi                      | 193      | Alfredo Sabbadin           | Salvador Botella   |
| 6.ª   | Mondovi-Chiavari                   | 258      | Silvano Ciampi             | Giovanni Pettinati |
| 7.ª   | Chiavari-Forte dei Marmi           | 115      | Guido Boni                 | Giovanni Pettinati |
| 8.ª   | Circuito de Viareggio              | 59 (CRI) | Ercole Baldini             | Giovanni Pettinati |
| 9.ª   | Florencia-Viterbo                  | 215      | Nino Defilippis            | Giovanni Pettinati |
| 10.ª  | Viterbo-Roma                       | 155      | Gastone Nencini            | Giovanni Pettinati |
| 11.ª  | Roma-Scanno                        | 225      | Nino Defilippis            | Giovanni Pettinati |
| 12.ª  | Scanno-San Benedetto del Tronto    | 211      | Pierino Baffi              | Agostino Coletto   |
| 13.ª  | San Benedetto del Tronto-Cattolica | 192      | Guido Carlesi              | Agostino Coletto   |
| 14.ª  | San Marino                         | 12 (CRI) | Charly Gaul                | Agostino Coletto   |
| 15.ª  | Cesena-Bosco Chiesanuova           | 249      | Ercole Baldini             | Ercole Baldini     |
| 16.ª  | Verona-Levico Terme                | 200      | Miguel Poblet              | Ercole Baldini     |
| 17.ª  | Levico Terme-Bolzano               | 198      | Ercole Baldini             | Ercole Baldini     |
| 18.ª  | Bolzano-Trento                     | 183      | Gastone Nencini            | Ercole Baldini     |
| 19.ª  | Trento-Gardone Riviera             | 176      | Miguel Poblet              | Ercole Baldini     |
| 20.ª  | Saló-Milán                         | 177      | Miguel Poblet              | Ercole Baldini     |

## Clasificaciones
| \| 1. \| Ercole Baldini \| Italia \| 92h 09' 30" \| \| 2. \| Jean Brankart \| Bélgica \| + 4' 17" \| \| 3. \| Charly Gaul \| Luxemburgo \| + 6' 07" \| \| 4. \| Louison Bobet \| Francia \| + 9' 27" \| \| 5. \| Gastone Nencini \| Italia \| + 10' 36" \| \| 6. \| Miguel Poblet \| España \| + 11' 07" \| \| 7. \| Jesús Loroño \| España \| + 12' 12" \| \| 8. \| Raphaël Géminiani \| Francia \| + 13' 12" \| \| 9. \| Pasquale Fornara \| Italia \| + 14' 13" \| \| 10. \| Aldo Moser \| Italia \| + 15' 00" \| |                   |            |             |
| 1. | Ercole Baldini    | Italia     | 92h 09' 30" |
| 2. | Jean Brankart     | Bélgica    | + 4' 17"    |
| 3. | Charly Gaul       | Luxemburgo | + 6' 07"    |
| 4. | Louison Bobet     | Francia    | + 9' 27"    |
| 5. | Gastone Nencini   | Italia     | + 10' 36"   |
| 6. | Miguel Poblet     | España     | + 11' 07"   |
| 7. | Jesús Loroño      | España     | + 12' 12"   |
| 8. | Raphaël Géminiani | Francia    | + 13' 12"   |
| 9. | Pasquale Fornara  | Italia     | + 14' 13"   |
| 10. | Aldo Moser        | Italia     | + 15' 00"   |

| \| 1. \| Jean Brankart \| Bélgica \| - \| \| 2. \| Ercole Baldini \| Italia \| - \| \| 3. \| Charly Gaul \| Luxemburgo \| - \| |                |            |   |
| 1. | Jean Brankart  | Bélgica    | - |
| 2. | Ercole Baldini | Italia     | - |
| 3. | Charly Gaul    | Luxemburgo | - |

| \| 1. \| Carpano \| Italia \| - \| - \| |         |        |   |   |
| 1.                                      | Carpano | Italia | - | - |